# Michael Ortiz
Michael Ortiz é professor de aeronáutica e engenharia mecânica no Instituto de Tecnologia da Califórnia.
Estudou engenharia civil na Universidade Politécnica de Madrid. Obteve um doutorado na Universidade da Califórnia em Berkeley. Recebeu a Medalha Timoshenko de 2015.